# 1792
Portal Geschichte | Portal Biografien | Aktuelle Ereignisse | Jahreskalender | Tagesartikel

◄ |
17. Jahrhundert |
18. Jahrhundert
| 19. Jahrhundert | ►

◄ |
1760er |
1770er |
1780er |
1790er
| 1800er | 1810er | 1820er | ►

◄◄ |
◄ |
1788 |
1789 |
1790 |
1791 |
1792
| 1793 | 1794 | 1795 | 1796 | ► | ►►
Staatsoberhäupter  · Nekrolog   · Musikjahr
| Januar | Januar | Januar | Januar | Januar | Januar | Januar | Januar |
| Kw     | Mo     | Di     | Mi     | Do     | Fr     | Sa     | So     |
| ------ | ------ | ------ | ------ | ------ | ------ | ------ | ------ |
| 52     |        |        |        |        |        |        | 1      |
| 1      | 2      | 3      | 4      | 5      | 6      | 7      | 8      |
| 2      | 9      | 10     | 11     | 12     | 13     | 14     | 15     |
| 3      | 16     | 17     | 18     | 19     | 20     | 21     | 22     |
| 4      | 23     | 24     | 25     | 26     | 27     | 28     | 29     |
| 5      | 30     | 31     |        |        |        |        |        |

| Februar | Februar | Februar | Februar | Februar | Februar | Februar | Februar |
| Kw      | Mo      | Di      | Mi      | Do      | Fr      | Sa      | So      |
| ------- | ------- | ------- | ------- | ------- | ------- | ------- | ------- |
| 5       |         |         | 1       | 2       | 3       | 4       | 5       |
| 6       | 6       | 7       | 8       | 9       | 10      | 11      | 12      |
| 7       | 13      | 14      | 15      | 16      | 17      | 18      | 19      |
| 8       | 20      | 21      | 22      | 23      | 24      | 25      | 26      |
| 9       | 27      | 28      | 29      |         |         |         |         |

| März | März | März | März | März | März | März | März |
| Kw   | Mo   | Di   | Mi   | Do   | Fr   | Sa   | So   |
| ---- | ---- | ---- | ---- | ---- | ---- | ---- | ---- |
| 9    |      |      |      | 1    | 2    | 3    | 4    |
| 10   | 5    | 6    | 7    | 8    | 9    | 10   | 11   |
| 11   | 12   | 13   | 14   | 15   | 16   | 17   | 18   |
| 12   | 19   | 20   | 21   | 22   | 23   | 24   | 25   |
| 13   | 26   | 27   | 28   | 29   | 30   | 31   |      |

| April | April | April | April | April | April | April | April |
| Kw    | Mo    | Di    | Mi    | Do    | Fr    | Sa    | So    |
| ----- | ----- | ----- | ----- | ----- | ----- | ----- | ----- |
| 13    |       |       |       |       |       |       | 1     |
| 14    | 2     | 3     | 4     | 5     | 6     | 7     | 8     |
| 15    | 9     | 10    | 11    | 12    | 13    | 14    | 15    |
| 16    | 16    | 17    | 18    | 19    | 20    | 21    | 22    |
| 17    | 23    | 24    | 25    | 26    | 27    | 28    | 29    |
| 18    | 30    |       |       |       |       |       |       |

| Mai | Mai | Mai | Mai | Mai | Mai | Mai | Mai |
| Kw  | Mo  | Di  | Mi  | Do  | Fr  | Sa  | So  |
| --- | --- | --- | --- | --- | --- | --- | --- |
| 18  |     | 1   | 2   | 3   | 4   | 5   | 6   |
| 19  | 7   | 8   | 9   | 10  | 11  | 12  | 13  |
| 20  | 14  | 15  | 16  | 17  | 18  | 19  | 20  |
| 21  | 21  | 22  | 23  | 24  | 25  | 26  | 27  |
| 22  | 28  | 29  | 30  | 31  |     |     |     |

| Juni | Juni | Juni | Juni | Juni | Juni | Juni | Juni |
| Kw   | Mo   | Di   | Mi   | Do   | Fr   | Sa   | So   |
| ---- | ---- | ---- | ---- | ---- | ---- | ---- | ---- |
| 22   |      |      |      |      | 1    | 2    | 3    |
| 23   | 4    | 5    | 6    | 7    | 8    | 9    | 10   |
| 24   | 11   | 12   | 13   | 14   | 15   | 16   | 17   |
| 25   | 18   | 19   | 20   | 21   | 22   | 23   | 24   |
| 26   | 25   | 26   | 27   | 28   | 29   | 30   |      |

| Juli | Juli | Juli | Juli | Juli | Juli | Juli | Juli |
| Kw   | Mo   | Di   | Mi   | Do   | Fr   | Sa   | So   |
| ---- | ---- | ---- | ---- | ---- | ---- | ---- | ---- |
| 26   |      |      |      |      |      |      | 1    |
| 27   | 2    | 3    | 4    | 5    | 6    | 7    | 8    |
| 28   | 9    | 10   | 11   | 12   | 13   | 14   | 15   |
| 29   | 16   | 17   | 18   | 19   | 20   | 21   | 22   |
| 30   | 23   | 24   | 25   | 26   | 27   | 28   | 29   |
| 31   | 30   | 31   |      |      |      |      |      |

| August | August | August | August | August | August | August | August |
| Kw     | Mo     | Di     | Mi     | Do     | Fr     | Sa     | So     |
| ------ | ------ | ------ | ------ | ------ | ------ | ------ | ------ |
| 31     |        |        | 1      | 2      | 3      | 4      | 5      |
| 32     | 6      | 7      | 8      | 9      | 10     | 11     | 12     |
| 33     | 13     | 14     | 15     | 16     | 17     | 18     | 19     |
| 34     | 20     | 21     | 22     | 23     | 24     | 25     | 26     |
| 35     | 27     | 28     | 29     | 30     | 31     |        |        |

| September | September | September | September | September | September | September | September |
| Kw        | Mo        | Di        | Mi        | Do        | Fr        | Sa        | So        |
| --------- | --------- | --------- | --------- | --------- | --------- | --------- | --------- |
| 35        |           |           |           |           |           | 1         | 2         |
| 36        | 3         | 4         | 5         | 6         | 7         | 8         | 9         |
| 37        | 10        | 11        | 12        | 13        | 14        | 15        | 16        |
| 38        | 17        | 18        | 19        | 20        | 21        | 22        | 23        |
| 39        | 24        | 25        | 26        | 27        | 28        | 29        | 30        |

| Oktober | Oktober | Oktober | Oktober | Oktober | Oktober | Oktober | Oktober |
| Kw      | Mo      | Di      | Mi      | Do      | Fr      | Sa      | So      |
| ------- | ------- | ------- | ------- | ------- | ------- | ------- | ------- |
| 40      | 1       | 2       | 3       | 4       | 5       | 6       | 7       |
| 41      | 8       | 9       | 10      | 11      | 12      | 13      | 14      |
| 42      | 15      | 16      | 17      | 18      | 19      | 20      | 21      |
| 43      | 22      | 23      | 24      | 25      | 26      | 27      | 28      |
| 44      | 29      | 30      | 31      |         |         |         |         |

| November | November | November | November | November | November | November | November |
| Kw       | Mo       | Di       | Mi       | Do       | Fr       | Sa       | So       |
| -------- | -------- | -------- | -------- | -------- | -------- | -------- | -------- |
| 44       |          |          |          | 1        | 2        | 3        | 4        |
| 45       | 5        | 6        | 7        | 8        | 9        | 10       | 11       |
| 46       | 12       | 13       | 14       | 15       | 16       | 17       | 18       |
| 47       | 19       | 20       | 21       | 22       | 23       | 24       | 25       |
| 48       | 26       | 27       | 28       | 29       | 30       |          |          |

| Dezember | Dezember | Dezember | Dezember | Dezember | Dezember | Dezember | Dezember |
| Kw       | Mo       | Di       | Mi       | Do       | Fr       | Sa       | So       |
| -------- | -------- | -------- | -------- | -------- | -------- | -------- | -------- |
| 48       |          |          |          |          |          | 1        | 2        |
| 49       | 3        | 4        | 5        | 6        | 7        | 8        | 9        |
| 50       | 10       | 11       | 12       | 13       | 14       | 15       | 16       |
| 51       | 17       | 18       | 19       | 20       | 21       | 22       | 23       |
| 52       | 24       | 25       | 26       | 27       | 28       | 29       | 30       |
| 1        | 31       |          |          |          |          |          |          |

| Januar | Januar | Januar | Januar | Januar | Januar | Januar | Januar |
| Kw     | Mo     | Di     | Mi     | Do     | Fr     | Sa     | So     |
| ------ | ------ | ------ | ------ | ------ | ------ | ------ | ------ |
| 52     |        |        |        |        |        |        | 1      |
| 1      | 2      | 3      | 4      | 5      | 6      | 7      | 8      |
| 2      | 9      | 10     | 11     | 12     | 13     | 14     | 15     |
| 3      | 16     | 17     | 18     | 19     | 20     | 21     | 22     |
| 4      | 23     | 24     | 25     | 26     | 27     | 28     | 29     |
| 5      | 30     | 31     |        |        |        |        |        |

| Februar | Februar | Februar | Februar | Februar | Februar | Februar | Februar |
| Kw      | Mo      | Di      | Mi      | Do      | Fr      | Sa      | So      |
| ------- | ------- | ------- | ------- | ------- | ------- | ------- | ------- |
| 5       |         |         | 1       | 2       | 3       | 4       | 5       |
| 6       | 6       | 7       | 8       | 9       | 10      | 11      | 12      |
| 7       | 13      | 14      | 15      | 16      | 17      | 18      | 19      |
| 8       | 20      | 21      | 22      | 23      | 24      | 25      | 26      |
| 9       | 27      | 28      | 29      |         |         |         |         |

| März | März | März | März | März | März | März | März |
| Kw   | Mo   | Di   | Mi   | Do   | Fr   | Sa   | So   |
| ---- | ---- | ---- | ---- | ---- | ---- | ---- | ---- |
| 9    |      |      |      | 1    | 2    | 3    | 4    |
| 10   | 5    | 6    | 7    | 8    | 9    | 10   | 11   |
| 11   | 12   | 13   | 14   | 15   | 16   | 17   | 18   |
| 12   | 19   | 20   | 21   | 22   | 23   | 24   | 25   |
| 13   | 26   | 27   | 28   | 29   | 30   | 31   |      |

| April | April | April | April | April | April | April | April |
| Kw    | Mo    | Di    | Mi    | Do    | Fr    | Sa    | So    |
| ----- | ----- | ----- | ----- | ----- | ----- | ----- | ----- |
| 13    |       |       |       |       |       |       | 1     |
| 14    | 2     | 3     | 4     | 5     | 6     | 7     | 8     |
| 15    | 9     | 10    | 11    | 12    | 13    | 14    | 15    |
| 16    | 16    | 17    | 18    | 19    | 20    | 21    | 22    |
| 17    | 23    | 24    | 25    | 26    | 27    | 28    | 29    |
| 18    | 30    |       |       |       |       |       |       |

| Mai | Mai | Mai | Mai | Mai | Mai | Mai | Mai |
| Kw  | Mo  | Di  | Mi  | Do  | Fr  | Sa  | So  |
| --- | --- | --- | --- | --- | --- | --- | --- |
| 18  |     | 1   | 2   | 3   | 4   | 5   | 6   |
| 19  | 7   | 8   | 9   | 10  | 11  | 12  | 13  |
| 20  | 14  | 15  | 16  | 17  | 18  | 19  | 20  |
| 21  | 21  | 22  | 23  | 24  | 25  | 26  | 27  |
| 22  | 28  | 29  | 30  | 31  |     |     |     |

| Juni | Juni | Juni | Juni | Juni | Juni | Juni | Juni |
| Kw   | Mo   | Di   | Mi   | Do   | Fr   | Sa   | So   |
| ---- | ---- | ---- | ---- | ---- | ---- | ---- | ---- |
| 22   |      |      |      |      | 1    | 2    | 3    |
| 23   | 4    | 5    | 6    | 7    | 8    | 9    | 10   |
| 24   | 11   | 12   | 13   | 14   | 15   | 16   | 17   |
| 25   | 18   | 19   | 20   | 21   | 22   | 23   | 24   |
| 26   | 25   | 26   | 27   | 28   | 29   | 30   |      |

| Juli | Juli | Juli | Juli | Juli | Juli | Juli | Juli |
| Kw   | Mo   | Di   | Mi   | Do   | Fr   | Sa   | So   |
| ---- | ---- | ---- | ---- | ---- | ---- | ---- | ---- |
| 26   |      |      |      |      |      |      | 1    |
| 27   | 2    | 3    | 4    | 5    | 6    | 7    | 8    |
| 28   | 9    | 10   | 11   | 12   | 13   | 14   | 15   |
| 29   | 16   | 17   | 18   | 19   | 20   | 21   | 22   |
| 30   | 23   | 24   | 25   | 26   | 27   | 28   | 29   |
| 31   | 30   | 31   |      |      |      |      |      |

| August | August | August | August | August | August | August | August |
| Kw     | Mo     | Di     | Mi     | Do     | Fr     | Sa     | So     |
| ------ | ------ | ------ | ------ | ------ | ------ | ------ | ------ |
| 31     |        |        | 1      | 2      | 3      | 4      | 5      |
| 32     | 6      | 7      | 8      | 9      | 10     | 11     | 12     |
| 33     | 13     | 14     | 15     | 16     | 17     | 18     | 19     |
| 34     | 20     | 21     | 22     | 23     | 24     | 25     | 26     |
| 35     | 27     | 28     | 29     | 30     | 31     |        |        |

| September | September | September | September | September | September | September | September |
| Kw        | Mo        | Di        | Mi        | Do        | Fr        | Sa        | So        |
| --------- | --------- | --------- | --------- | --------- | --------- | --------- | --------- |
| 35        |           |           |           |           |           | 1         | 2         |
| 36        | 3         | 4         | 5         | 6         | 7         | 8         | 9         |
| 37        | 10        | 11        | 12        | 13        | 14        | 15        | 16        |
| 38        | 17        | 18        | 19        | 20        | 21        | 22        | 23        |
| 39        | 24        | 25        | 26        | 27        | 28        | 29        | 30        |

| Oktober | Oktober | Oktober | Oktober | Oktober | Oktober | Oktober | Oktober |
| Kw      | Mo      | Di      | Mi      | Do      | Fr      | Sa      | So      |
| ------- | ------- | ------- | ------- | ------- | ------- | ------- | ------- |
| 40      | 1       | 2       | 3       | 4       | 5       | 6       | 7       |
| 41      | 8       | 9       | 10      | 11      | 12      | 13      | 14      |
| 42      | 15      | 16      | 17      | 18      | 19      | 20      | 21      |
| 43      | 22      | 23      | 24      | 25      | 26      | 27      | 28      |
| 44      | 29      | 30      | 31      |         |         |         |         |

| November | November | November | November | November | November | November | November |
| Kw       | Mo       | Di       | Mi       | Do       | Fr       | Sa       | So       |
| -------- | -------- | -------- | -------- | -------- | -------- | -------- | -------- |
| 44       |          |          |          | 1        | 2        | 3        | 4        |
| 45       | 5        | 6        | 7        | 8        | 9        | 10       | 11       |
| 46       | 12       | 13       | 14       | 15       | 16       | 17       | 18       |
| 47       | 19       | 20       | 21       | 22       | 23       | 24       | 25       |
| 48       | 26       | 27       | 28       | 29       | 30       |          |          |

| Dezember | Dezember | Dezember | Dezember | Dezember | Dezember | Dezember | Dezember |
| Kw       | Mo       | Di       | Mi       | Do       | Fr       | Sa       | So       |
| -------- | -------- | -------- | -------- | -------- | -------- | -------- | -------- |
| 48       |          |          |          |          |          | 1        | 2        |
| 49       | 3        | 4        | 5        | 6        | 7        | 8        | 9        |
| 50       | 10       | 11       | 12       | 13       | 14       | 15       | 16       |
| 51       | 17       | 18       | 19       | 20       | 21       | 22       | 23       |
| 52       | 24       | 25       | 26       | 27       | 28       | 29       | 30       |
| 1        | 31       |          |          |          |          |          |          |

## Ereignisse

### Politik und Weltgeschehen

#### Französische Revolution und Koalitionskriege
- 7. Februar: Preußen und Österreich schließen ein Bündnis gegen Frankreich, dem sich bald Sardinien-Piemont anschließt. Ihr Ziel: König Ludwig XVI. wieder als uneingeschränkten Regenten zu etablieren.
- 20. März: Die französische Nationalversammlung gestattet den Einsatz der Guillotine.
- 20. April: Die Koalitionskriege beginnen: Die französische Nationalversammlung erklärt den Monarchien Österreich, Preußen und Sardinien-Piemont den Krieg.

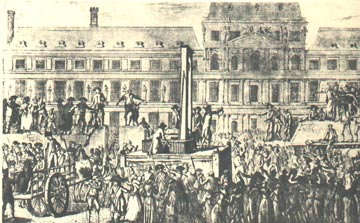
Die erste Hinrichtung

- 25. April: Der Dieb Nicolas Jacques Pelletier ist der erste mit der Guillotine hingerichtete Mensch.
- 26. April: In der Nacht vom 25. auf den 26. April dichtet und komponiert der Offizier Rouget de Lisle im elsässischen Straßburg die Marseillaise.
- 14. Juni: Österreichisch-Russisches Verteidigungsbündnis.
- 25. Juli: Herzog Karl Wilhelm Ferdinand von Braunschweig-Wolfenbüttel veröffentlicht ein Manifest, das mit der Zerstörung von Paris droht, falls sie der Familie von König Ludwig XVI. ein Leid zufügt. Das Manifest des Herzogs von Braunschweig erreicht das Gegenteil des Gewünschten und radikalisiert die Pariser Bevölkerung.
- 30. Juli: Ein Freiwilligenbataillon aus Marseille zieht in Paris ein und singt zum ersten Mal die Marseillaise, die zum Kampflied der Revolution wird.

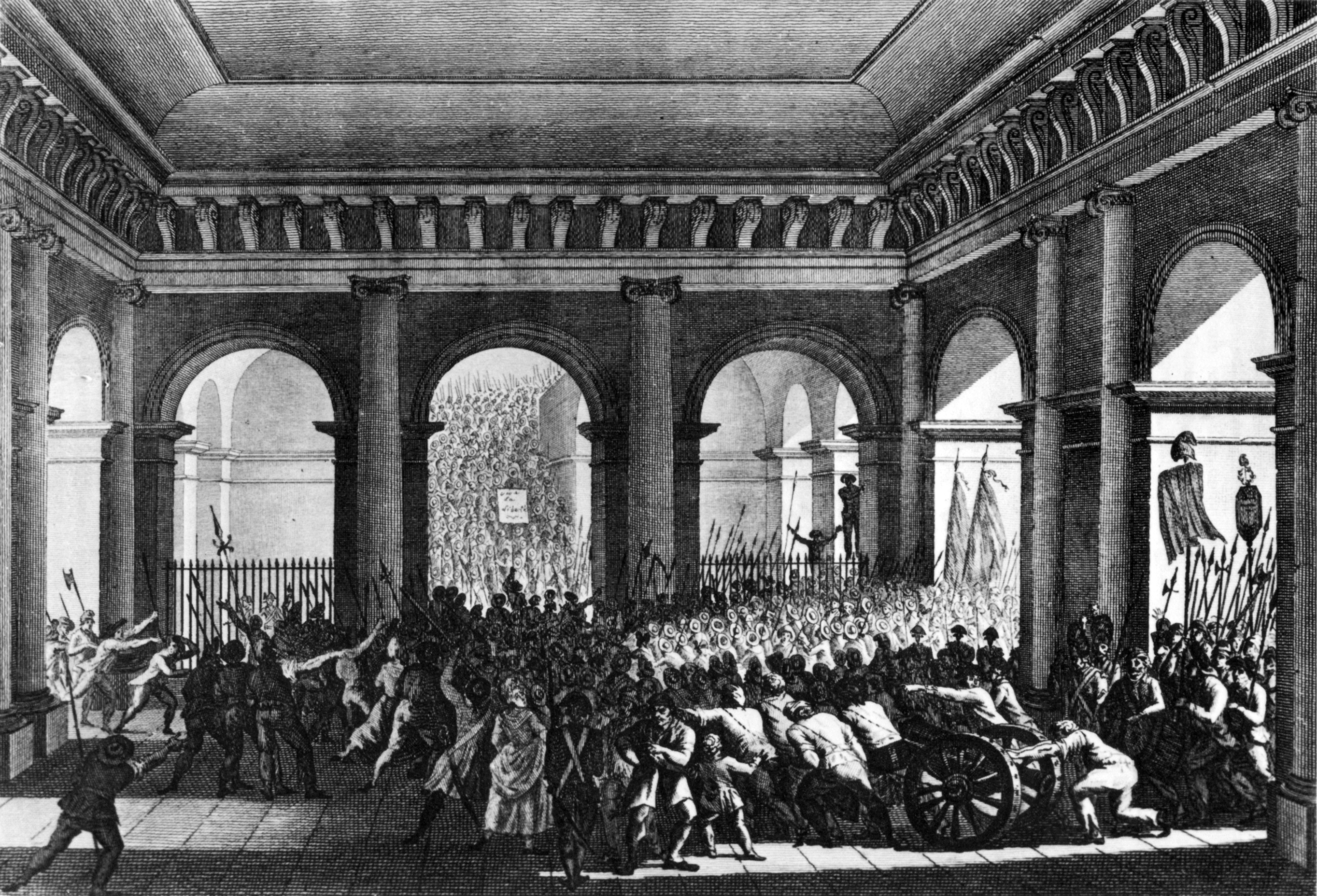
Tuileriensturm

- 10. August: Die Sansculotten erstürmen die Tuilerien und setzen den König Ludwig XVI. und seine Familie gefangen. Sie werden in den Temple überführt.
- 29. August bis 2. September: Die Belagerung von Verdun endet mit der Kapitulation der Stadt und der Einnahme Verduns durch die Alliierten.
- 2. September: Als Folge des  Manifests des Herzogs von Braunschweig und des Falls von Verdun kommt es in Paris zu einer Massenhysterie. Durch Justizminister Georges Danton und den Publizisten Jean Paul Marat zusätzlich angefeuert, stürmt der Mob die Gefängnisse und begeht zunächst Massaker an Revolutionsgegnern, später an allen Gefangenen. Die sogenannten Septembermorde gehen bis zum 6. September weiter; über 1.200 Menschen kommen ums Leben.
- 20. September: In der Salle du Manège in Paris tritt der Nationalkonvent zu seiner ersten Sitzung zusammen. Am selben Tag erleiden Österreich und Preußen mit der Kanonade von Valmy ihre erste Niederlage gegen die französische Revolutionsarmee, was ihren Vormarsch gegen Frankreich stoppt.
- 21. September: Der Nationalkonvent fasst den Beschluss über die Absetzung des Königs sowie die Abschaffung der Monarchie und proklamiert die Erste Französische Republik.
- 22. September: Der Nationalkonvent in Frankreich beschließt während der Französischen Revolution die Einführung eines neuen Kalenders.
- 22. September: Französische Revolutionstruppen dringen ohne Kriegserklärung in Savoyen ein, das zum Sardinien-Piemont gehört.
- 2. Oktober: Die Jakobiner bilden während der Französischen Revolution den Sicherheitsausschuss zur Aufrechterhaltung der inneren Sicherheit.
- 21. Oktober: Die Festung Mainz kapituliert vor den französischen Revolutionstruppen.
- 23. Oktober: Die französischen Revolutionstruppen nehmen Frankfurt am Main ein.

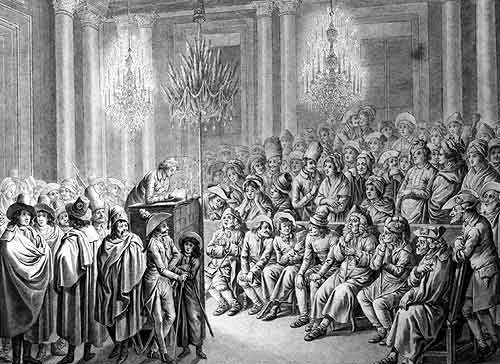
Versammlung des Mainzer Jakobinerklubs

- 23. Oktober: Im Kurfürstlichen Schloss zu Mainz wird der erste Jakobinerklub auf deutschem Boden gegründet.
- 6. November: Die Schlacht von Jemappes gewinnt das französische Revolutionsheer gegenüber österreichischen Truppen. Durch die Niederlage fallen die österreichischen Niederlande an Frankreich.
- 17. Dezember: Im Hochstift Basel wird die Raurakische Republik errichtet.

#### Heiliges Römisches Reich
- Nachdem Karl Alexander von Brandenburg-Ansbach-Bayreuth bereits im Vorjahr den Verkauf einwilligte, bekam Preußen die Macht über die fränkischen Markgraftümer Ansbach und Bayreuth.
- 1. März: Thronwechsel in Österreich und dem Heiligen Römischen Reich. Auf Leopold II. folgt sein Sohn Franz II.
- 5. Juli: Der Habsburger Franz II. wird zum römisch-deutschen König gewählt.
- 14. Juli: Kaiserkrönung von Franz Joseph Karl von Habsburg als Franz II. in Frankfurt am Main. Es ist die letzte deutsche Kaiserkrönung, da das Heilige Römische Reich Deutscher Nation 1806 aufgelöst wird.

#### Russland, Polen, Osmanisches Reich
- 9. Januar: Der Frieden von Jassy beendet den sechsten russischen Türkenkrieg. Russland gibt dem Osmanischen Reich alle Eroberungen mit Ausnahme des Gebietes östlich vom Dnjestr zurück. Es behält damit die nördliche Küste des Schwarzen Meeres.

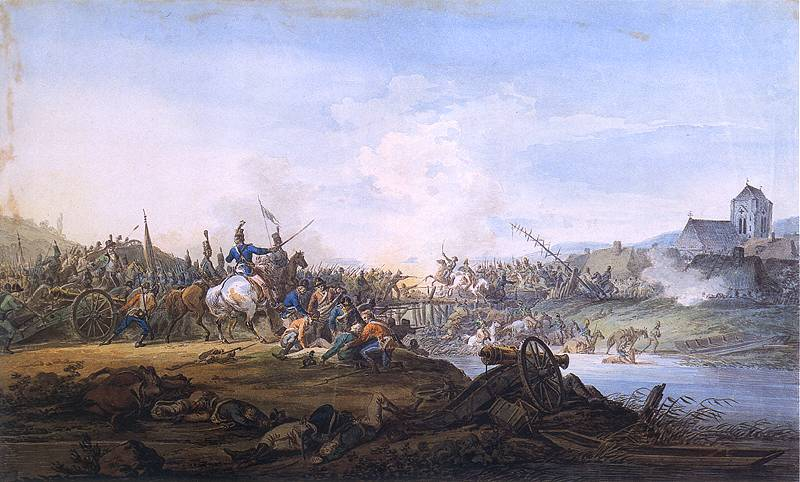
Russisch-Polnischer Krieg

- 27. April: Die Konföderation von Targowica führt zum Russisch-Polnischen Krieg.

#### Skandinavien

Gustav IV. Adolf

- 16./17. März: König Gustav III. von Schweden wird auf einem Maskenball in der Königlichen Oper in Stockholm Opfer eines Attentats durch Jacob Johan Anckarström, der Teil einer Adelsverschwörung ist. Der König erliegt seinen Verletzungen am 29. März.
- 29. März: Nach der Ermordung von Gustav III. wird sein 13-jähriger Sohn Gustav IV. Adolf unter der Vormundschaft seines Onkels Karl König von Schweden. Als Vertrauter des Herzogs Karl hat Graf Gustaf Adolf Reuterholm in den ersten Jahren bedeutenden Einfluss und führt das sogenannte Regime Reuterholm.
- 27. April: Jacob Johan Anckarström wird auf dem Schafott hingerichtet, ohne seine Mitverschwörer genannt zu haben.

#### Spanien
- 19. oder 21. April: Der Königliche Marien-Louisen-Orden wird als spanischer Damen-Orden eingerichtet.
- 15. November: Manuel de Godoy y Alvarez de Faria wird durch Königin Marie Luise Farnese von Parma zum leitenden Minister von Spanien erhoben.

#### Portugal und seine Kolonien
- 10. Februar: Königin Maria I. wird wegen Wahnsinns entmündigt, ihr Sohn Johann VI. übernimmt für sie die Regentschaft in Portugal.
- 21. April: Joaquim José da Silva Xavier, genannt Tiradentes, der versucht hat, in Brasilien eine Revolution nach dem Vorbild der USA gegen die portugiesische Kolonialherrschaft durchzuführen, wird in Rio de Janeiro hingerichtet. Er wird später brasilianischer Nationalheld, der 21. April offizieller brasilianischer Feiertag.

#### Vereinigte Staaten von Amerika
- 20. Februar: Der Postal Service Act, aufgrund der Garantie des Briefgeheimnisses, der Einführung einer Presseförderung und der Einführung eines staatlichen Postwesens (United States Postal Service) ein Meilenstein der Demokratisierung der USA, wird von Präsident George Washington unterzeichnet.
- 11. Mai: Der US-Kapitän Robert Gray segelt in die Mündung eines Flusses, den er nach seinem Schiff Columbia Columbia River nennt und für die USA in Besitz nimmt.

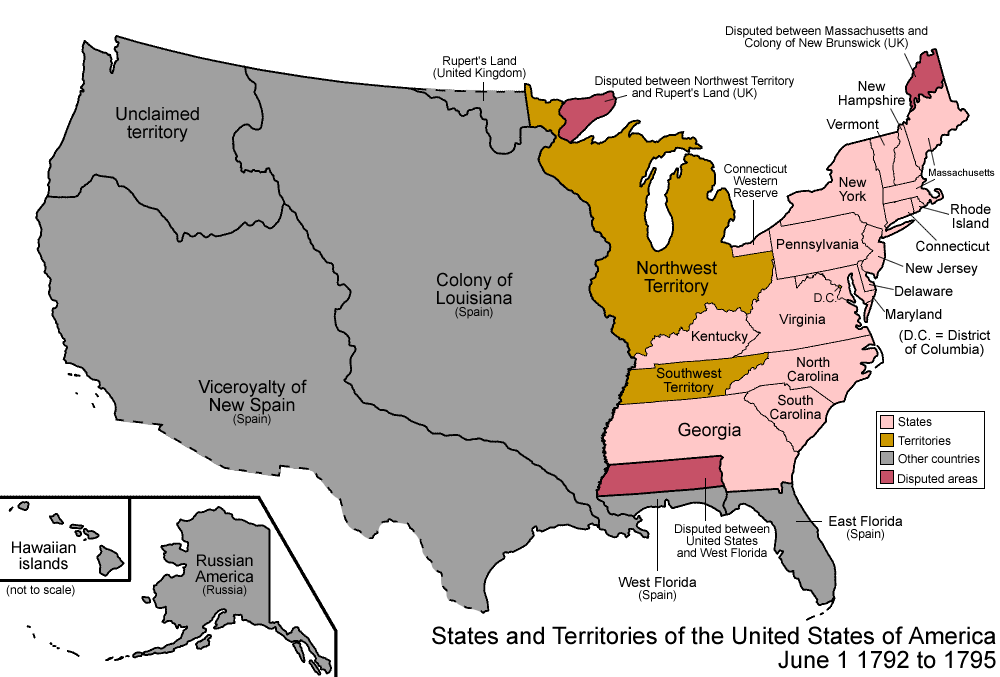
Vereinigte Staaten nach dem Beitritt Kentuckys

- 1. Juni: Kentucky, bis April noch Teil von Virginia, wird als 15. Bundesstaat in die Union aufgenommen. Isaac Shelby wird erster Gouverneur des neuen Staates.

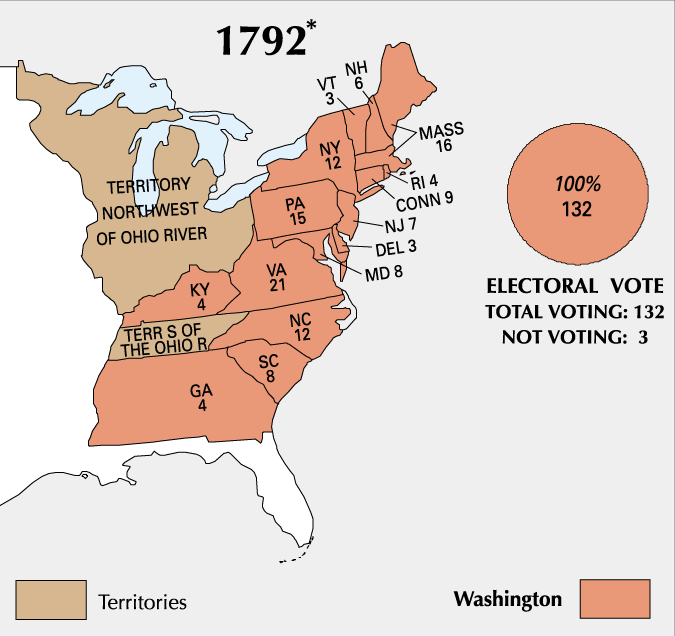
Wahlmännerstimmen per Staat

- 2. November/5. Dezember: Bei der Präsidentschaftswahl in den Vereinigten Staaten 1792 werden George Washington und John Adams wiedergewählt.
- South Carolina verbietet für zwei Jahre die Einfuhr afrikanischer und anderer überseeischer Sklaven. Hintergrund ist die Sorge des Gesetzgebers vor einem weiteren Anwachsen der schwarzen Population und damit vor möglichen Sklavenaufständen.
- In Kentucky treten erstmals Sklavengesetze in Kraft. Sie beruhen im Wesentlichen auf denen von Virginia.

### Wirtschaft

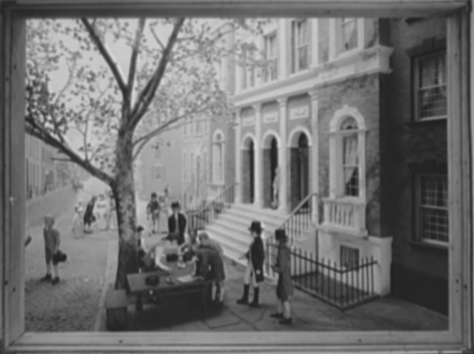
Unterzeichnung des Buttonwood Agreement

- 2. April: Mit dem von Finanzminister Alexander Hamilton initiierten Coinage Act führen die Vereinigten Staaten den United States Dollar als offizielles und einheitliches Zahlungsmittel ein. Mit dem gleichen Dokument wird auch die United States Mint gegründet.
- 17. Mai: Mehrere New Yorker Broker unterzeichnen in der Wall Street Nr. 68 das Buttonwood Agreement. Das gilt als Gründungsdatum der New York Stock Exchange.
- Die United States Mint und die United States Mint Police werden von George Washington ins Leben gerufen.
- In der Habsburgermonarchie tritt mit der Allgemeinen Gerichtsordnung AGO die erste umfassende Kodifizierung des Zivilprozessrechtes in Kraft, die eine Vielzahl von Sonder-Verfahrensrechten ersetzte, z. B. das summarische Verfahren zum Landschadenbund.

### Wissenschaft und Technik
- 24. März: Alessandro Volta beginnt seine Experimente zu den Entdeckungen von Luigi Aloisio Galvani und diese führen zur Hypothese der Berührungselektrizität
- Frankreich: Javellewasser wird fabrikmäßig hergestellt.

#### Literatur

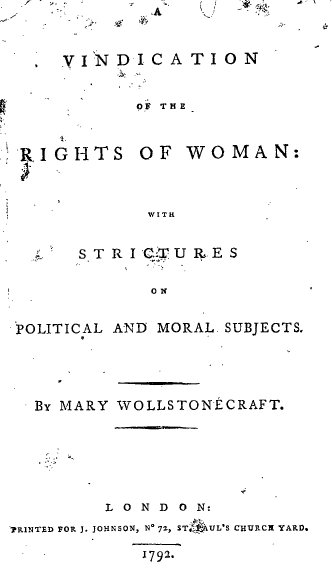
Titelseite der Erstausgabe von Rights of Woman

### Kultur

#### Musik und Theater
- 7. Februar: Il matrimonio segreto (Die heimliche Ehe), eine komische Oper in zwei Akten von Domenico Cimarosa, ist bei der Uraufführung am Wiener Hofburgtheater so erfolgreich, dass sie auf Geheiß des im Publikum anwesenden Kaisers Leopold II. noch am selben Abend neuerlich aufgeführt werden muss. Das Libretto stammt vom italienischen Textdichter Giovanni Bertati, der als Vorlage das Lustspiel The Clandestine Marriage von David Garrick und George Colman der Ältere nutzte, das 1766 erfolgreich am Royal Theatre Drury Lane uraufgeführt worden ist.

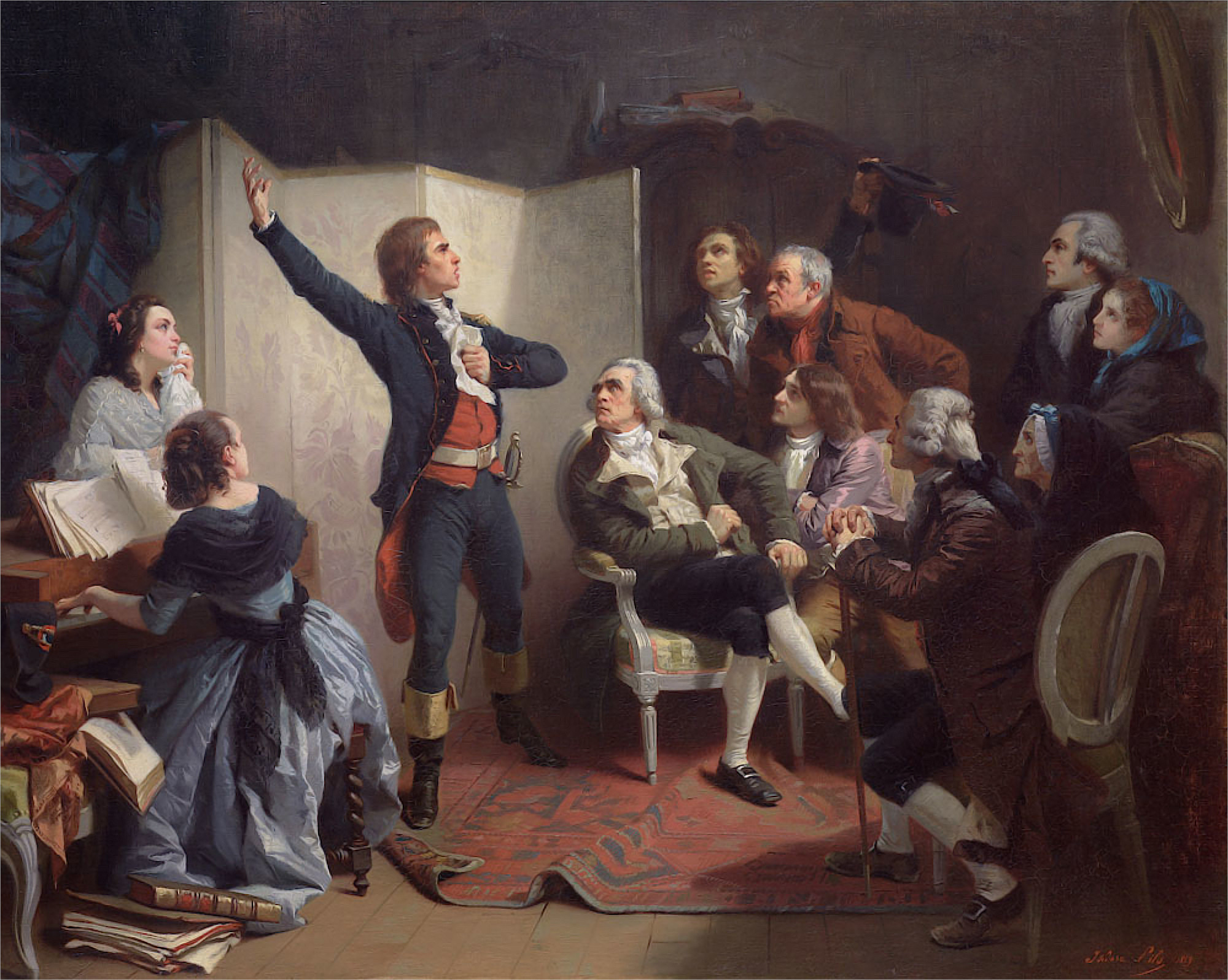
Isidore Pils: Rouget de Lisle singt die Marseillaise

- 26. April: Claude Joseph Rouget de Lisle verfasst die Hymne Chant de guerre pour l’armée du Rhin, die später als Marseillaise bekannt wird.
- 16. Mai: In Venedig wird das vom Architekten Gian Antonio Selva erbaute Teatro La Fenice eröffnet. Der Name ist eine Anspielung auf den mythologischen Phönix, da das Theater an Stelle eines 1773 abgebrannten Opernhauses errichtet worden ist.
- 19. Mai: Die Uraufführung der Komödie Les Deux Sous-lieutenants ou Le Concert interrompu von Henri Montan Berton erfolgt an der Opéra-Comique in Paris.
- 4. November: Am Teatro San Carlo in Neapel erfolgt die Uraufführung der Oper Elfrida von Giovanni Paisiello.

#### Sonstiges
- 29. Januar: In Berlin wird die Gesellschaft der Freunde gegründet.
- 1. April: Der von Friedrich Ludwig Sckell im Stil Englischer Landschaftsgärten geplante Englische Garten in München wird vom bayrischen Kurfürsten Karl Theodor für das Publikum freigegeben.
- Der Kunstverein Nürnberg, Deutschlands ältester Kunstverein wird gegründet.

### Katastrophen
- 21. Mai: Ein Ausbruch des Schichtvulkans Unzen auf der Shimabara-Halbinsel in Japan löst eine Gerölllawine in den Ozean aus. Es entsteht ein Tsunami, der die Stadt Shimabara völlig zerstört und etwa 15.000 Menschen das Leben kostet.

## Historische Karten und Ansichten

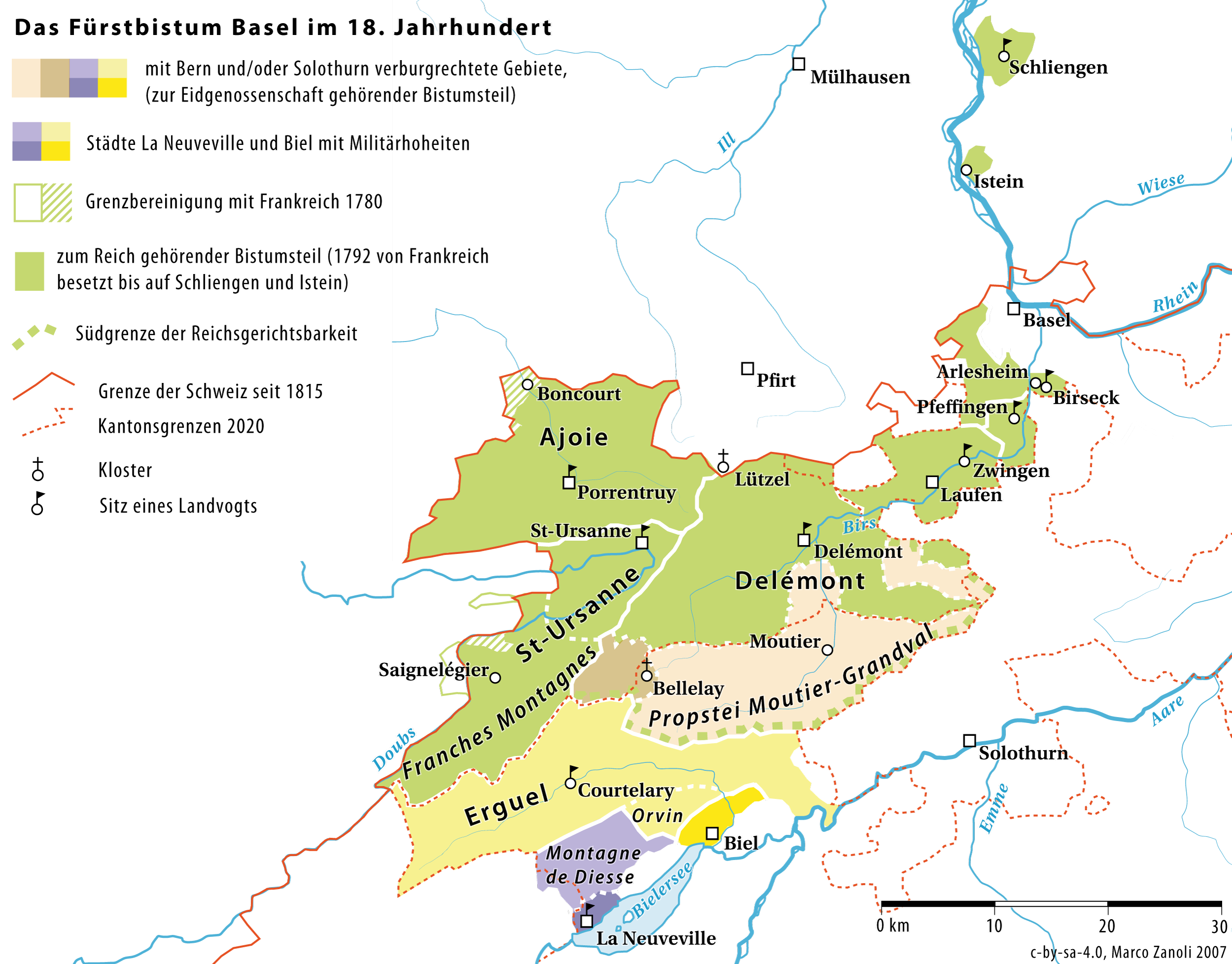
Das Hochstift Basel im 18. Jh. (grün ab 1792 Raurakische Republik)

## Geboren

### Erstes Quartal
- 01. Januar: Henrik Anker Bjerregaard norwegischer Jurist und Dichter († 1842)
- 03. Januar: Peter Stenger, Bierbrauer und Unternehmer († 1874)
- 08. Januar: Lowell Mason, US-amerikanischer Komponist und Musikpädagoge († 1872)
- 12. Januar: Johan August Arfwedson, schwedischer Chemiker († 1841)
- 13. Januar: Friedrich von Schmauß, bayerischer Festungsbaumeister († 1846)
- 16. Januar: Rudolf André, deutscher Landwirt und Autor († 1825)
- 16. Januar: Adam Karl Wilhelm Nikolaus Paul Eugen, Prinz von Württemberg und Offizier († 1847)
- 24. Januar: Friedrich Wilhelm von Brandenburg, preußischer General und Staatsmann († 1850)
- 29. Januar: Lemuel H. Arnold, US-amerikanischer Politiker († 1852)
- 01. Februar: Johann Friedrich Dieffenbach, deutscher Mediziner und Chirurg († 1847)
- 02. Februar: Carl Uhde, deutscher Kaufmann und Sammler († 1856)
- 04. Februar: Johann Christoph Kröger, deutscher Pädagoge und Theologe († 1874)
- 10. Februar: Christian Ernst Stölzel, deutscher Maler, Radierer und Kupferstecher († 1837)
- 11. Februar: Johann Philipp Bronner, deutscher Apotheker und Weinbaupionier († 1864)
- 11. Februar: Jules Joseph Gabriel (de Lurieu), französischer Theaterdichter und Librettist († 1869)
- 12. Februar: Johann Ludwig Bleuler, Schweizer Maler und Verleger († 1850)
- 14. Februar: Friedrich Landolin Karl von Blittersdorf, badischer Beamter († 1861)
- 14. Februar: Johann Heinrich Möller, deutscher Historiker, Orientalist, Archivar und Bibliothekar († 1867)
- 18. Februar: James Abercrombie, US-amerikanischer Rechtsanwalt und Politiker († 1861)
- 19. Februar: Ludwig Friedrich Heyd, deutscher Pfarrer und Autor († 1842)
- 19. Februar: Roderick Murchison, schottischer Geologe und Paläontologe († 1871)
- 21. Februar: Albert Schiffner, deutscher Geograf und Lexikograf († 1873)
- 22. Februar: William F. De Saussure, US-amerikanischer Jurist und Politiker († 1870)
- 23. Februar: José Joaquín de Herrera, mexikanischer Militär und dreimaliger Präsident von Mexiko († 1854)
- 24. Februar: Vincenzo Antinori, italienischer Physiker († 1865)
- 27. Februar: Baldomero Espartero, spanischer General, Politiker und Regent († 1879)

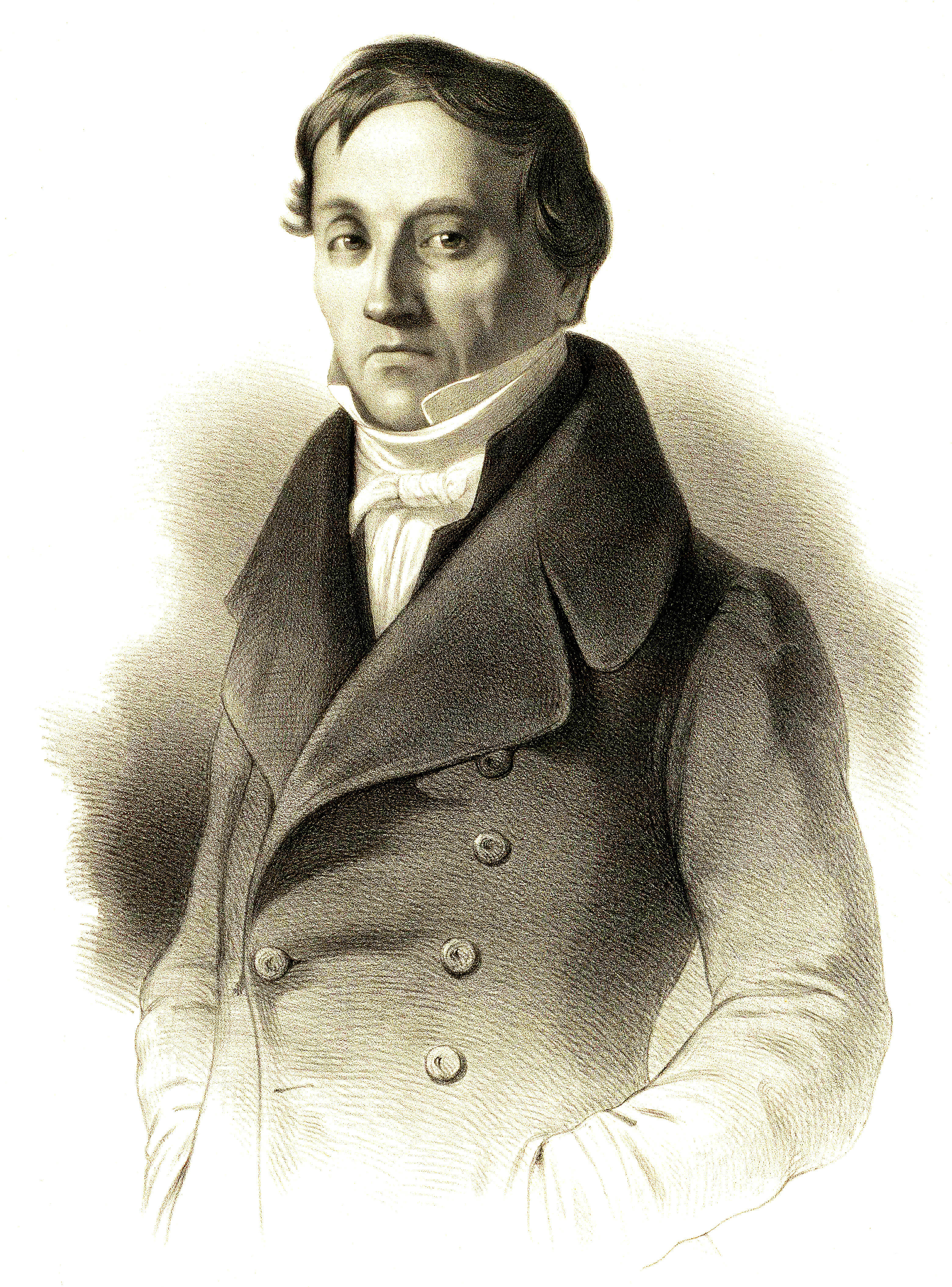
Karl Ernst von Baer, 1840

- 28. Februar: Karl Ernst von Baer, estnischer Naturforscher († 1876)

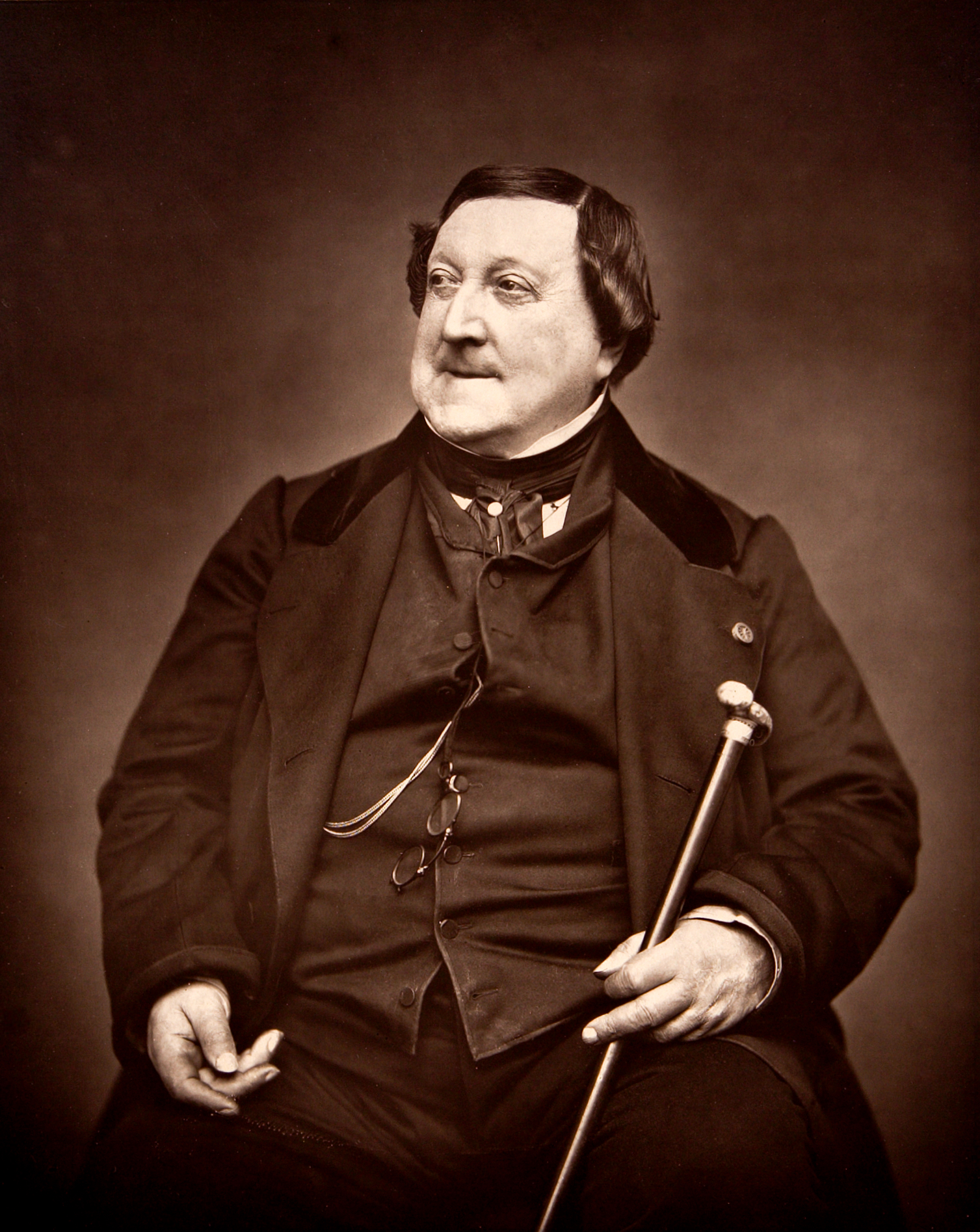
Gioachino Rossini

- 29. Februar: Gioachino Rossini, italienischer Komponist († 1868)
- 05. März: Christoph Karl Julius Asschenfeldt, deutscher Kirchenlieddichter († 1856)
- 07. März: John Herschel, britischer Astronom († 1871)
- 10. März: Friedrich Lindemann deutscher Pädagoge und Philologe († 1854)
- 10. März: Moriz von Miller, General und Kriegsminister des Königreichs Württemberg († 1866)
- 14. März: Friedrich Stapß, deutscher Attentäter († 1809)
- 15. März: Virginie Ancelot, französische Schriftstellerin und Malerin († 1875)
- 18. März: António José de Sousa Manoel de Menezes Severim de Noronha, portugiesischer Staatsmann und General († 1860)
- 20. März: Jakob Ruepp, Schweizer Jurist, Politiker und Hauserzieher († 1857)
- 21. März: Gustav Adolf Harald Stenzel, deutscher Geschichtsforscher († 1854)
- 23. März: Johannes Amsinck, deutscher Kaufmann, Unternehmer und Mäzen († 1879)
- 30. März: Moritz Daniel Volkmar, deutscher Bankier († 1864)

### Zweites Quartal
- 02. April: Francisco de Paula Santander, Vizepräsident von Großkolumbien und Präsident von Neugranada († 1840)
- 04. April: Thaddeus Stevens, US-amerikanischer Rechtsanwalt und Politiker († 1868)
- 08. April: Markgraf Wilhelm von Baden, badischer Prinz († 1859)
- 12. April: John George Lambton, britischer Staatsmann der Whig-Partei († 1840)
- 14. April: Johann Helfrich Adami, deutscher Kaufmann und Bremer Senator († 1864)
- 14. April: Friedrich Bruckbräu, deutscher Schriftsteller und Übersetzer († 1874)
- 15. April: Anastasio Mártir Aquino San Carlos, indianischer Fürst († 1833)
- 15. April: Albert C. Greene, US-amerikanischer Politiker († 1863)
- 19. April: Antoine Jean-Louis Galland, Schweizer evangelischer Geistlicher und Hochschullehrer († 1862)
- 22. April: Wilhelm Stern, deutscher Pädagoge († 1873)
- 24. April: Karl von Birago, österreichischer Militäringenieur und Erfinder († 1845)
- 25. April: John Keble, anglikanischer Geistlicher und Dichter († 1866)
- 10. Mai: Willie Person Mangum, US-amerikanischer Politiker († 1861)

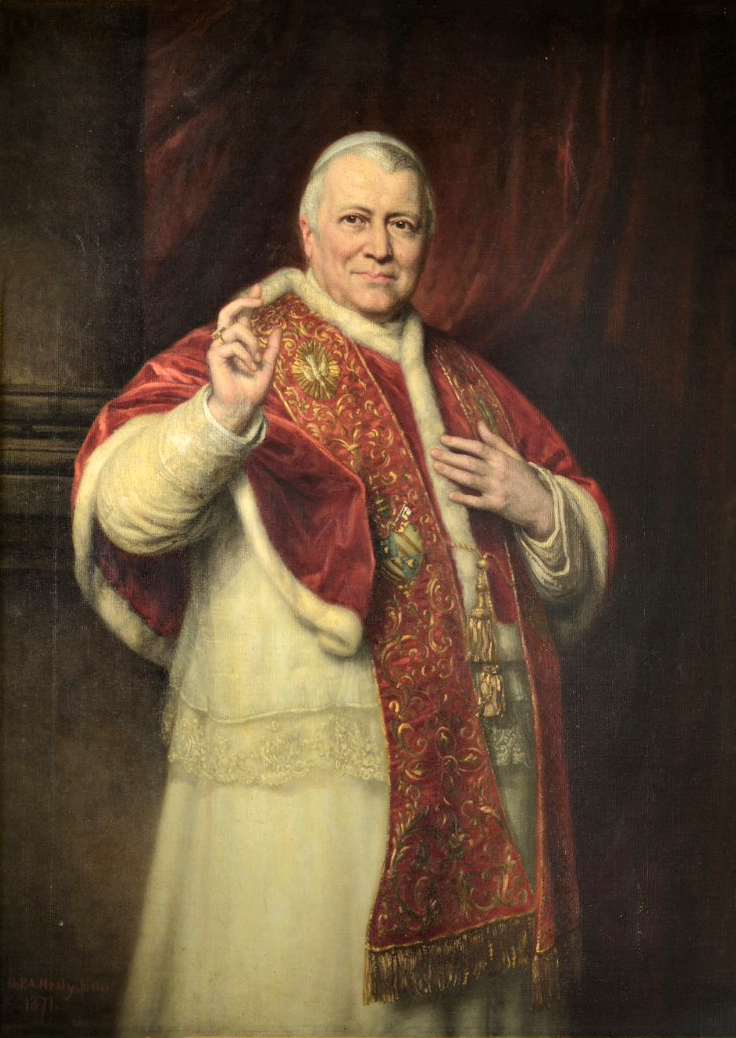
Pius IX.

- 13. Mai: Giovanni Maria Mastai-Ferretti, als Pius IX. Papst († 1878)
- 15. Mai: Jakob Rothschild, deutsch-französischer Bankier und Mitglied der Rothschild-Familie († 1868)
- 18. Mai: Margaret Ann Neve, englische Hausfrau, erste Frau die nachweislich 110 Jahre wurde († 1903)
- 19. Mai: Heinrich LXIX., Paragiatsherr von Reuß-Köstritz († 1878)

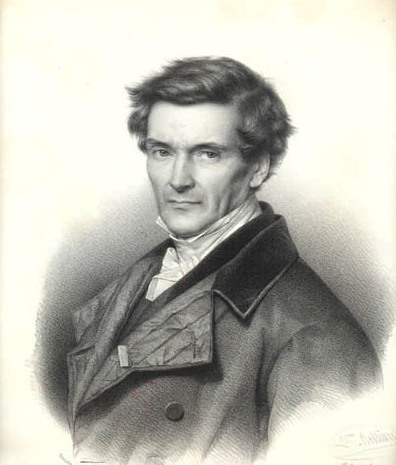
Gaspard Gustave de Coriolis

- 21. Mai: Gaspard Gustave de Coriolis, französischer Mathematiker und Physiker († 1843)
- 22. Mai: Bernhard von Heß,  bayerischer Generalleutnant sowie Kriegsminister von Griechenland und Bayern († 1869)
- 27. Mai: Blasius Höfel, österreichischer Kupferstecher († 1863)
- 30. Mai: Julius Traugott von Könneritz, sächsischer Politiker und Vorsitzender des sächsischen Gesamtministeriums († 1866)
- 30. Mai: Karl Bernhard von Sachsen-Weimar-Eisenach, niederländischer General († 1862)
- 08. Juni: Johann Christian Ferdinand Aßmann, deutscher evangelischer Theologe († 1845)
- 10. Juni: Leopold Schoeller, deutscher Unternehmer und Gründer des Teppichkontors Düren († 1884)
- 16. Juni: Johann Jakob Füssli, Schweizer evangelischer Geistlicher († 1860)
- 16. Juni: Francis Johnson, US-amerikanischer Komponist und Musiker († 1844)
- 16. Juni: Thomas Livingstone Mitchell, britischer Forscher († 1855)
- 19. Juni: Gustav Schwab, deutscher Pfarrer, Schriftsteller und Herausgeber († 1850)

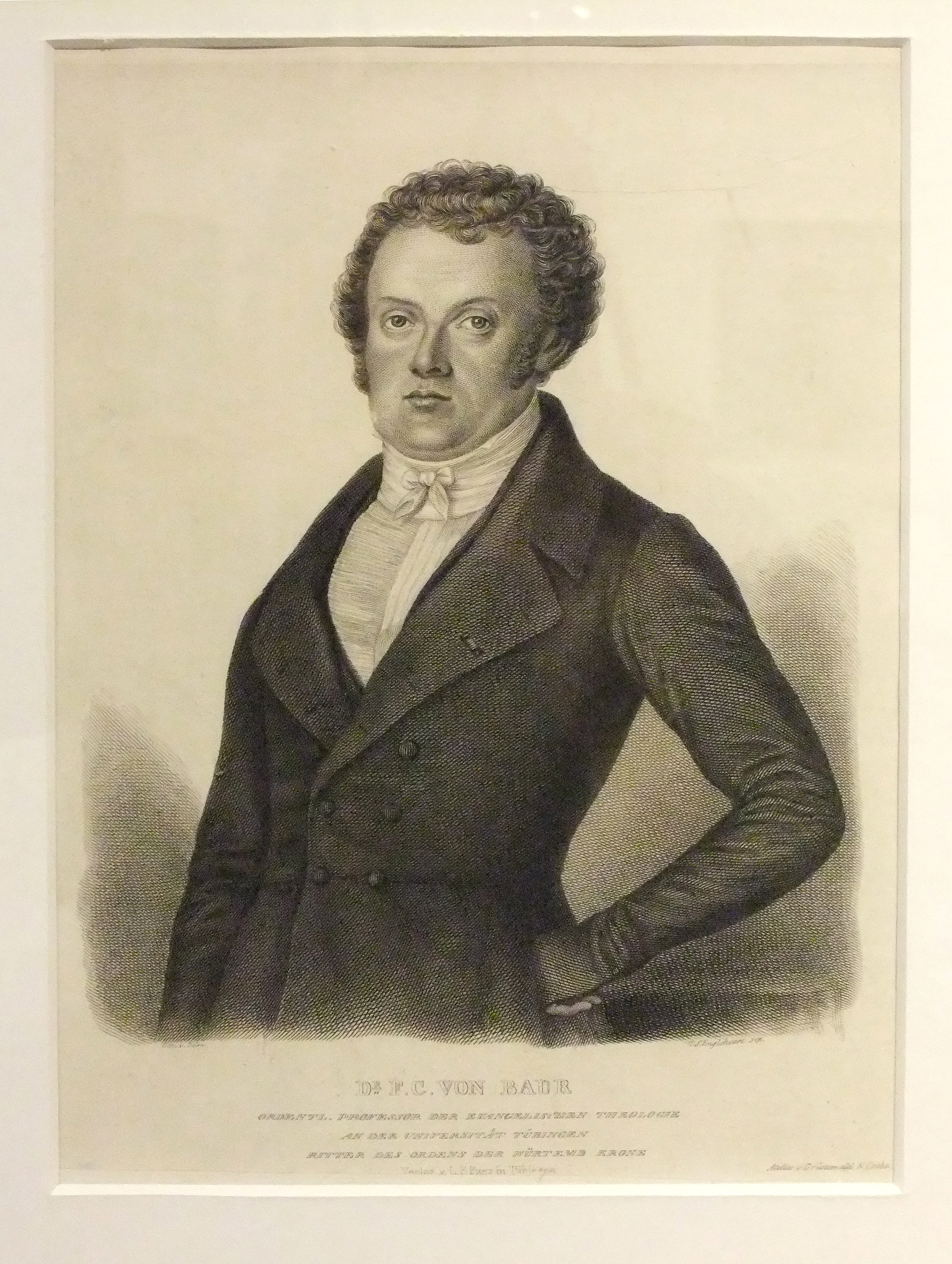
Ferdinand Christian Baur, 1830er Jahre

- 21. Juni: Ferdinand Christian Baur, deutscher Kirchen- und Dogmenhistoriker († 1860)
- 25. Juni: Carlos Coolidge, US-amerikanischer Politiker († 1866)

### Drittes Quartal
- 04. Juli: August Friedrich von Köstlin württembergischer Staatsrat und Konsistorialpräsident († 1873)
- 05. Juli: Otto Friedrich Magnus von Baudissin, deutscher Offizier († 1865)
- 07. Juli: Georg Leopold von Zangen, deutscher Jurist († 1851)
- 08. Juli: Therese von Sachsen-Hildburghausen, bayrische Königin († 1854)
- 10. Juli: George M. Dallas, US-amerikanischer Politiker († 1864)
- 10. Juli: Frederick Marryat, englischer Marineoffizier und Schriftsteller († 1848)
- 20. Juli: Friedrich Ludwig Wachter, deutscher Mathematiker und Astronom († 1817)
- 27. Juli: Maria Quitéria de Jesus, brasilianische Soldatin und Volksheldin († 1853)
- 30. Juli: John Anderson, US-amerikanischer Politiker († 1853)
- 000Juli: Ulysses Anton von Salis-Soglio, österreichischer Offizier († 1848)
- 04. August: Edward Irving, Mitbegründer der Katholisch-Apostolischen Gemeinden in Großbritannien († 1834)
- 04. August: Friedrich Ludwig Mallet, reformierter Pastor in Bremen, Prediger der Erweckungsbewegung († 1865)
- 04. August: Percy Bysshe Shelley, britischer Schriftsteller († 1822)
- 13. August: Adelheid von Sachsen-Meiningen, Prinzessin von Sachsen-Meiningen, Königin von England († 1849)
- 15. August: Francesco Scalini, österreichischer Ingenieur und Politiker († 1871)
- 18. August: John Russell, britischer Premierminister († 1878)
- 19. August: Edward Hincks, irischer Assyriologe und einer der frühesten Entzifferer der Keilschrift († 1866)
- 20. August: Alfred Gustav Friedrich von Domhardt, preußischer Gutsbesitzer († 1856)
- 20. August: Jakob Ignaz Hittorff, französischer Architekt († 1867)
- 24. August: Joaquim António de Aguiar, portugiesischer Politiker († 1884)
- 29. August: Juan José de Aycinena y Piñol, guatemaltekischer Geistlicher, Unternehmer und Politiker († 1865)
- 29. August: Charles Grandison Finney, US-amerikanischer Erweckungsprediger, Hochschullehrer und Rektor († 1875)
- 03. September: Heinrich Langethal, deutscher Pädagoge († 1879)
- 05. September: Friedrich Matthias Theodor Friese, deutscher Organist und Orgelbauer († 1863)
- 07. September: David J. Baker, US-amerikanischer Jurist und Politiker († 1869)
- 08. September: Joseph Netherclift, englischer Komponist und Lithograf († 1863)
- 14. September: Gino Capponi, italienischer Politiker, Historiker und Dichter († 1876)
- 15. September: Archibald Atkinson, US-amerikanischer Politiker († 1872)
- 19. September: William Backhouse Astor, amerikanischer Millionär († 1875)
- 21. September: Johann Peter Eckermann, deutscher Dichter († 1854)
- 25. September: Christian Gottlob Steinmüller, deutscher Orgelbauer († 1864)
- 27. September: George Cruikshank, britischer Karikaturist und Illustrator († 1878)
- 27. September: Ernst Wilhelm Bernhard Eiselen, deutscher Lehrer und Schriftsteller († 1846)
- 29. September: Andreas Gottlob Rudelbach, Theologe († 1862)

### Viertes Quartal
- 02. Oktober: Pierre Martin Rémi Aucher-Éloy, französischer Botaniker und Forschungsreisender († 1838)
- 03. Oktober: José Francisco Morazán Quezada, Präsident der Zentralamerikanischen Konföderation († 1842)
- 07. Oktober: Obed Hussey, US-amerikanischer Erfinder Getreidemähmaschine († 1860)
- 08. Oktober: Karl August Lebrun, deutscher Schauspieler und Dramatiker († 1842)
- 12. Oktober: James Ellsworth De Kay, US-amerikanischer Zoologe († 1851)
- 12. Oktober: Nils Gustaf Nordenskiöld, finnischer Mineraloge, Geologe und Chemiker († 1866)
- 17. Oktober: John Bowring, britischer Staatsmann, Reisender und Schriftsteller († 1872)
- 18. Oktober: Friedrich Meurer, deutscher Pharmakologe und Mediziner († 1866)
- 19. Oktober: Hans von Auerswald, preußischer Generalmajor († 1848)
- 20. Oktober: Colin Campbell, britischer Feldmarschall († 1863)
- 20. Oktober: Anton Bernhard Fürstenau, deutschen Flötist und Komponist († 1852)
- 24. Oktober: Richard Keith Call, US-amerikanischer Politiker († 1862)
- 28. Oktober: Erastus Fairbanks, US-amerikanischer Politiker († 1864)
- 29. Oktober: Georg Josias Stephan Adler, deutscher Propst († nach 1852)
- 02. November: Engelbert Sterckx, belgischer Kardinal († 1867)
- 13. November: Anthony Colby, US-amerikanischer Politiker († 1873)
- 23. November: Karl Heinrich Rau, deutscher Nationalökonom, Freimaurer und Agrarwissenschaftler († 1870)
- 28. November: Victor Cousin, französischer Philosoph und Kulturtheoretiker († 1867)
- 30. November: François-André Isambert, französischer Jurist und Politiker († 1857)
- 01. Dezember: Francis Granger, US-amerikanischer Politiker († 1868)
- 01. Dezember: Heinrich Karsten, deutscher evangelisch-lutherischer Theologe († 1871)
- 01. Dezember: Nikolai Lobatschewski, russischer Mathematiker († 1856)
- 05. Dezember: James Guthrie, US-amerikanischer Politiker († 1869)

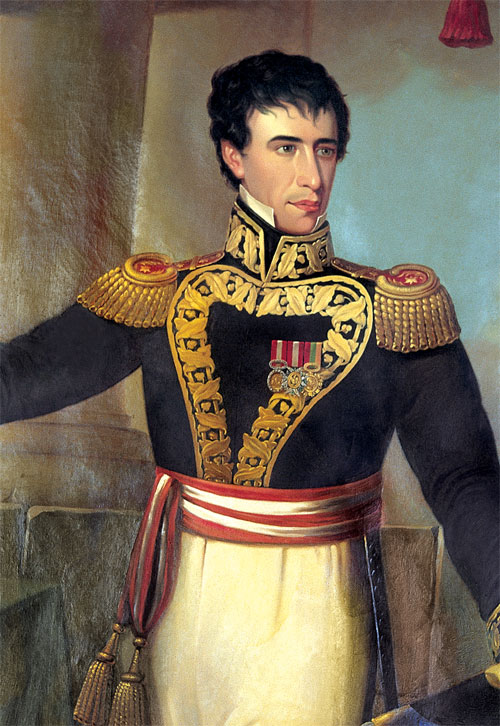
Andrés de Santa Cruz (1836)

- 05. Dezember: Andrés de Santa Cruz, peruanischer und bolivianischer Präsident († 1865)
- 06. Dezember: Maria Beatrix von Savoyen, Tochter von Viktor Emanuel I. († 1840)

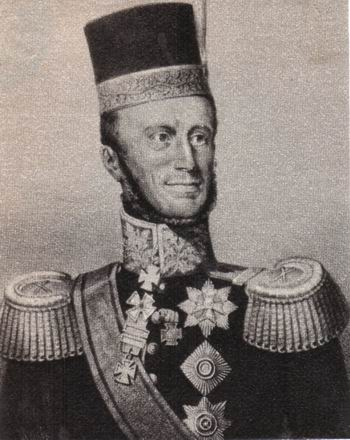
König Wilhelm II.

- 06. Dezember: Wilhelm II., niederländischer König († 1849)
- 07. Dezember: Abraham Jacob van der Aa, niederländischer Lexikograph und Literat († 1857)
- 11. Dezember: Joseph Mohr, österreichischer Priester und Dichter († 1848)
- 12. Dezember: Alexander Ypsilantis, griechischer General  († 1828)
- 13. Dezember: Johann Friedrich Bruch, deutscher Theologe († 1874)
- 19. Dezember: Andries Hendrik Potgieter, burischer Politiker und Voortrekker-Anführer († 1852)
- 20. Dezember: Nicolas-Toussaint Charlet, französischer Maler († 1845)
- 25. Dezember: Antonio Adamini, russischer Architekt und Ingenieur († 1846 oder 1847)
- 30. Dezember: Karl von Gerlach, Berliner Ehrenbürger († 1863)

### Genaues Geburtsdatum unbekannt
- Emil Reiniger, deutscher Arzt, Dichter und Mitgründer der ersten Volksbücherei Deutschlands († 1849)
- Regina Wirth, Teilnehmerin am Hambacher Fest († 1871)

## Gestorben

### Januar bis April
- 02. Januar: Philipp Friedrich Welker, deutscher Beamter (* 1738)
- 10. Januar: Jean-Louis Laruette, französischer Komponist und Sänger (* 1731)
- 10. Januar: Hans Joachim Steinmann, Bürgermeister von St. Gallen (* 1703)
- 20. Januar: Johann Christian Blasche, deutscher lutherischer Theologe (* 1718)
- 01. Februar: Mihály Ambrosovszky, ungarischer Kirchenhistoriker (* 1702)
- 04. Februar: Viktoria Charlotte von Anhalt-Bernburg-Schaumburg-Hoym, Markgräfin von Brandenburg-Bayreuth (* 1715)
- 10. Februar: George Plater, US-amerikanischer Politiker (* 1735)
- 14. Februar: William Smallwood, US-amerikanischer Politiker (* 1732)
- 16. Februar: Johann Christian Hofmann, deutscher Beamter (* 1739)
- 23. Februar: Joshua Reynolds, britischer Maler (* 1723)
- 28. Februar: Johann Christoph Rudolph, deutscher Jurist und Hochschullehrer (* 1723)
- 29. Februar: Johann Andreas Stein, deutscher Instrumentenbauer (* 1728)

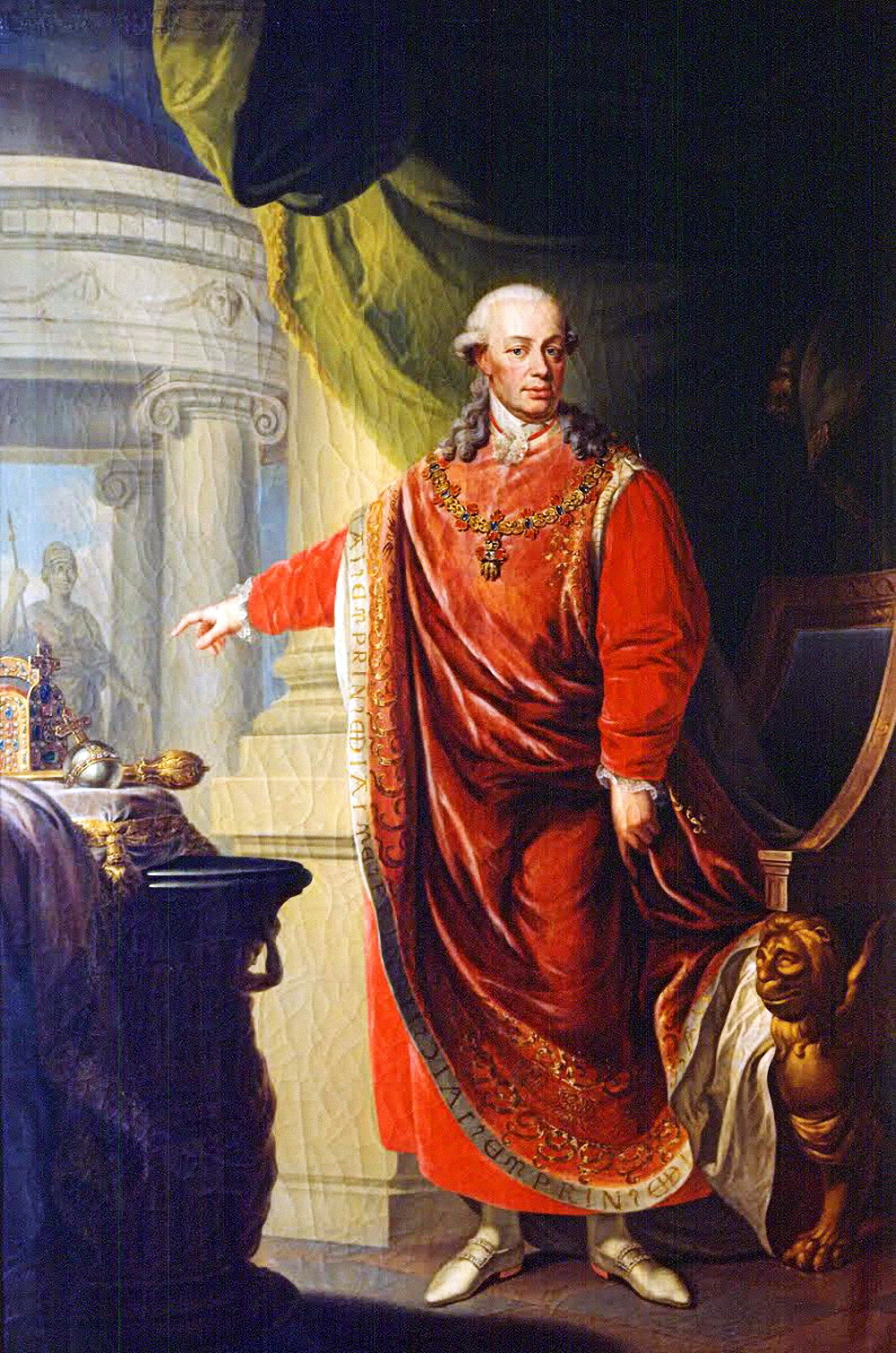
Leopold II.

- 01. März: Leopold II., Kaiser des Heiligen Römischen Reiches (* 1747)
- 03. März: Robert Adam, schottischer Architekt (* 1728)
- 06. März: Johann Hinrich Klapmeyer, deutscher Orgelbauer (* 1724)
- 10. März: John Stuart, 3. Earl of Bute, britischer Staatsmann (* 1713)
- 13. März: Hamad ibn Said, Sayyid von Maskat
- 15. März: Johann Nikolaus Möckert, deutscher Jurist und Hochschullehrer (* 1732)
- 22. März: Ture Johan Bielke, schwedischer Jurist und Verschwörer gegen König Gustav III. (* 1742)
- 22. März: Johann Reindl, österreichischer Bildhauer (* 1714)
- 29. März: Gustav III., König von Schweden (* 1746)
- 30. März: Albert Christian Heinrich von Brühl, kursächsischer und preußischer General (* 1743)
- 14. April: Maximilian Hell, österreichischer Jesuit und Astronom (* 1720)
- 17. April: Johann Conrad Bürgy, schweizerisch-deutscher Orgelbauer (* 1721)
- 21. April: Tiradentes, Verschwörer gegen die portugiesische Kolonialmacht und Nationalheld Brasiliens (* 1746)
- 22. April: Michael Leuckart, deutscher Buchdrucker (* 1710)
- 23. April: Karl Friedrich Bahrdt, deutscher evangelischer Theologe (* 1740)
- 27. April: Jacob Johan Anckarström, Mörder des schwedischen Königs Gustav III. (* 1762)
- 29. April: Theobald Dillon, französischer Heerführer, ermordet (* 1745)
- 30. April: John Montagu, britischer Diplomat und Staatsmann (* 1718)

### Mai bis August
- 12. Mai: Charles-Simon Favart, französischer Opern- und Komödiendichter (* 1710)
- 22. Mai: Johann Gottfried Sillig, deutscher evangelischer Geistlicher (* 1734)
- 23. Mai: George Rodney, 1. Baron Rodney, britischer Flottenadmiral (* 1718)
- 04. Juni: John Burgoyne, britischer General und Schriftsteller (* 1722)
- 04. Juni: Jakob Michael Reinhold Lenz, deutscher Schriftsteller (* 1751)
- 15. Juni: Frederik Sneedorff, dänischer Historiker. (* 1760)
- 16. Juni: Georg Andreas Weise, deutscher lutherischer Theologe (* 1737)
- 22. Juni: Johann Thaddäus Anton Peithner von Lichtenfels, böhmischer Montanwissenschaftler (Bergbau) (* 1727)
- 30. Juni: Antonio Rosetti, deutscher Komponist (* 1750)
- 03. Juli: Ferdinand von Braunschweig, preußischer Generalfeldmarschall (* 1721)
- 05. Juli: Otto Hermann von Vietinghoff, Generaldirektor des allrussischen Medizinalkollegiums (* 1722)
- 11. Juli: Felix Johann Albrecht Mylius, deutscher Jurist (* 1717)
- 18. Juli: John Paul Jones, Freiheitskämpfer im Amerikanischen Unabhängigkeitskrieg (* 1747)
- 19. Juli: Johann Franz Coing, deutscher Theologe und Hochschullehrer (* 1725)
- 20. Juli: Muhammad ibn ʿAbd al-Wahhāb, islamischer Gelehrter, Begründer des Wahhabismus (* 1702/03)
- 22. Juli: Antonín Boll, tschechischer Philosoph und Jesuit (* 1721)
- 29. Juli: René-Nicolas-Charles-Augustin de Maupeou, französischer Kanzler (* 1714)
- 31. Juli: Jürgen Christian Findorff, deutscher Moorkolonisator (* 1720)
- 02. August: Johann Ludwig Schmidt, deutscher Rechtswissenschaftler (* 1726)
- 03. August: Richard Arkwright, britischer Industrieller und Erfinder (* 1732)

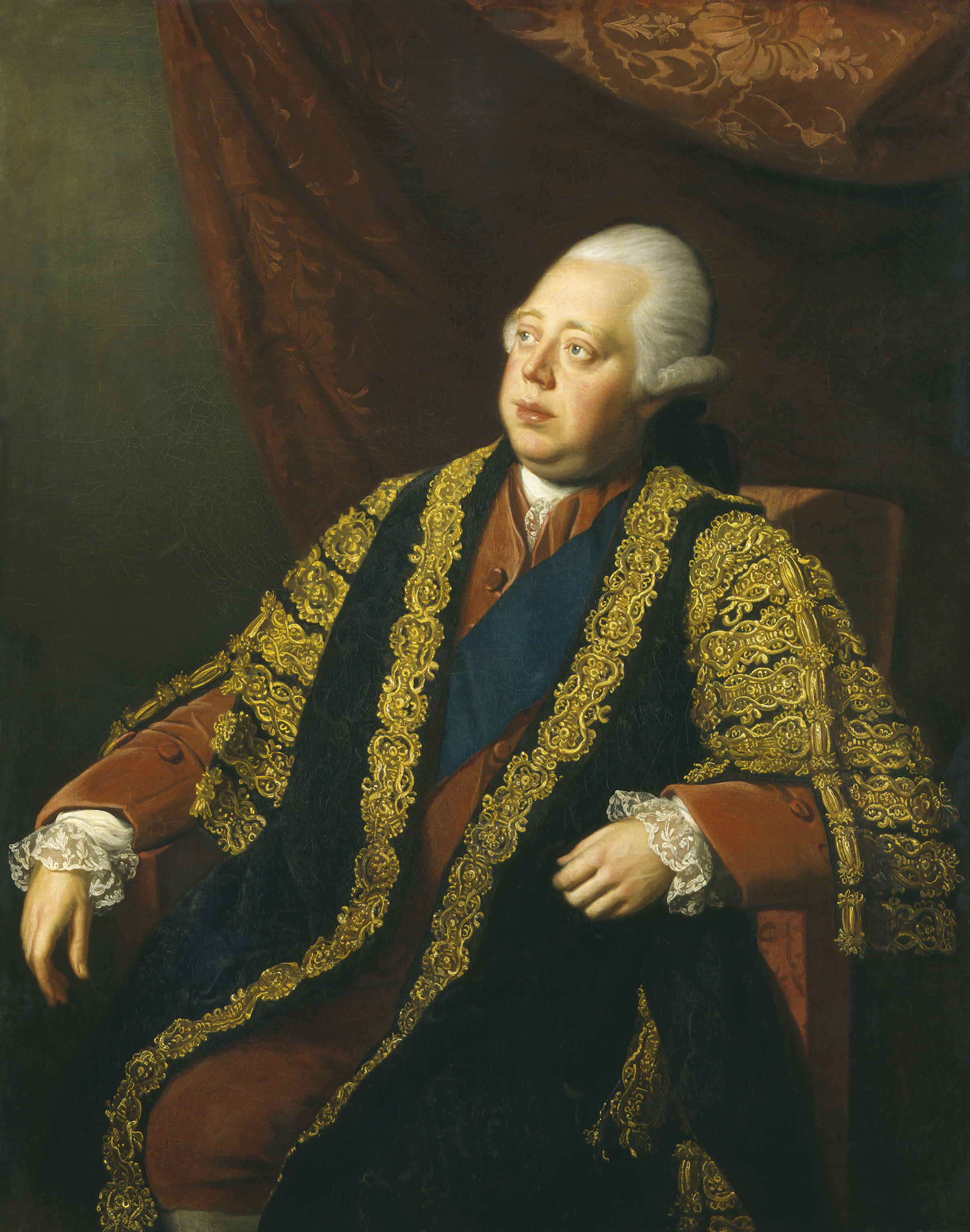
Frederick North

- 05. August: Frederick North, britischer Premierminister (* 1732)
- 18. August: Johannes Oosterdijk Schacht, niederländischer Mediziner (* 1704)

### September bis Dezember
- 03. September: Karl Josef Anton Leodegar von Bachmann, Schweizer Militär in französischen Diensten (* 1734)
- 03. September: Marie-Louise von Savoyen-Carignan, französische Vertraute der Marie-Antoinette (* 1749)
- 11. September: Gerhard Joseph von Herresdorf, Priester und Offizial
- 13. September: Georg Christoph Schwarz, deutscher katholischer Geistlicher und Hochschullehrer (* 1732)
- 18. September: Georg Browne, russischer Feldmarschall (* 1698)
- 21. September: Philipp von Westphalen, Vertrauter und Mitarbeiter des Herzogs Ferdinand von Braunschweig (* 1724)
- 26. September: Johann Friedrich Knöbel, in Dresden und Warschau tätiger deutscher Architekt und Baumeister (* 1724)
- 01. Oktober: Ludwig Benjamin Ouvrier, deutscher evangelischer Theologe (* 1735)
- 07. Oktober: George Mason, US-amerikanischer Politiker und „Verfassungsvater“ (* 1725)
- 13. Oktober: Johann Philipp Kahler, deutscher evangelischer Theologe (* 1726)
- 13. Oktober: Sophie Charlotte Schröder, deutsche Schauspielerin (* 1714)
- 28. Oktober: John Smeaton, englischer Ingenieur (* 1724)
- 29. Oktober: Thomas Burkett, britischer Seemann auf der Bounty (* 1762)
- 29. Oktober: Thomas Ellison, britischer Seemann auf der Bounty (* 1772)
- 29. Oktober: John Millward, britischer Seemann auf der Bounty (* 1766)
- 03. November: Johann Konrad Funtsch, deutscher Orgelbauer (* 1710)
- 11. November: Samuel Friedrich Nathanael Morus, deutscher Philologe und lutherischer Theologe (* 1736)
- 30. November: Johann Heinrich Wepler, deutscher Theologe und Hochschullehrer (* 1755)
- 01. Dezember: Johann Jakob von Collas, preußischer Major und Gutsbesitzer (* 1721)
- 01. Dezember: Ernst Wilhelm Wolf, deutscher Konzertmeister und Komponist (* 1735)
- 02. Dezember: Johann Christoph Döderlein, deutscher Theologe (* 1746)
- 02. Dezember: Veit Königer, Tiroler Bildhauer (* 1729)
- 07. Dezember: Marie-Jeanne Riccoboni, französische Schauspielerin und Schriftstellerin (* 1713)
- 08. Dezember: Henry Laurens, US-amerikanischer Kaufmann und politischer Führer im Amerikanischen Unabhängigkeitskrieg (* 1724)
- 10. Dezember: Franz Anton Knittel, deutscher evangelischer Geistlicher und Paläograf (* 1721)
- 10. Dezember: August Nordenskiöld, schwedischer Alchemist und Berghauptmann (* 1754)
- 12. Dezember: Denis Iwanowitsch Fonwisin, russischer Satiriker und Komödiendichter (* 1745)
- 12. Dezember: Arthur Lee, US-amerikanischer Politiker und Diplomat (* 1740)
- 15. Dezember: Joseph Martin Kraus, deutscher Komponist und Kapellmeister (* 1756)
- 17. Dezember: Gottlieb Welté, deutscher Landschaftsmaler und Radierer (* 1748 oder 1749)
- 24. Dezember: Philipp Ludwig Wittwer, deutscher Mediziner (* 1752)